# Drassodes taehadongensis
Drassodes taehadongensis är en spindelart som beskrevs av Paik 1995. Drassodes taehadongensis ingår i släktet Drassodes och familjen plattbuksspindlar. Inga underarter finns listade i Catalogue of Life.